# Casa de Rausenbach
La Casa de Rausenbach es una casa nobiliaria alemana vinculada al linaje de los Raus procedente de la región de Suabia. Tiene sus orígenes en los alrededores de la ciudad de Kircheim (Alemania). Se considera fundador de la casa a Kizzinus senior de Kirchhain quien aparece en 1251 como seguidor del Duque de Teck. El caballero Conrad Russ aparece en 1336 por primera vez en escritura pública realizando una donación al convento de Kircheim. Fue regidor de la región de Zabergäu y propietario de varios castillos en el sur de Alemania. El linaje se ha extendido durante los siglos por varios países europeos. En 1822 Agustín I de México otorgó el título hereditario de duque a Juan Raus por sus servicios al Imperio Mexicano. El ducado de Rausenbach está en manos de la casa de Raus desde su creación. La línea ducal persiste hasta el presente.

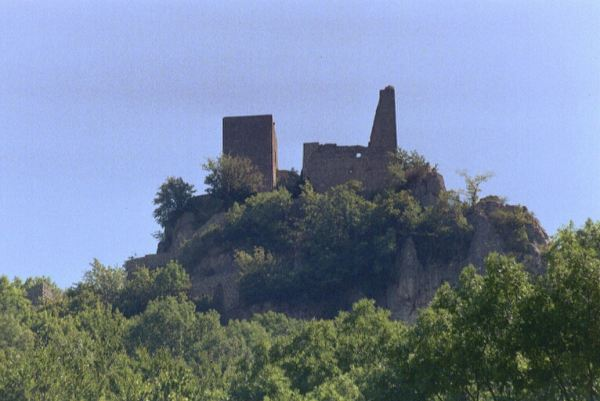
Castillo de Reussenstein (Alemania). Propiedad de la casa hasta 1371

## Historia

### La primera casa de Rausenbach

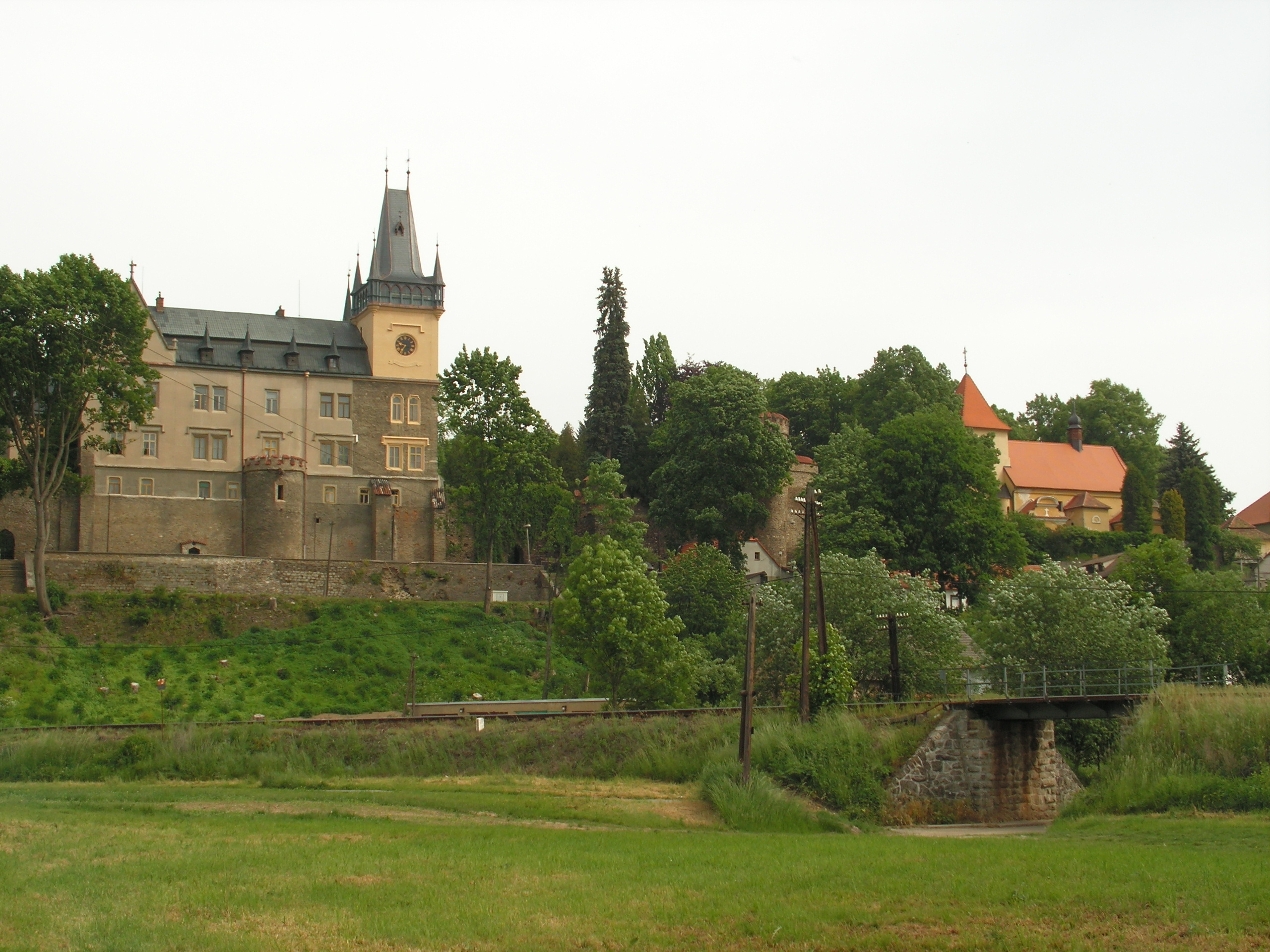
Castillo de Zruc (Bohemia) hasta 1767 propiedad de la casa de Rausenbach

Tomás Raus, hijo de Pablo Raus recibió en 1597 el reconocimiento imperial de su nobleza de mano del emperador Rodolfo II del Sacro Imperio Romano Germánico otorgándole el título Señor de Rausenbach. Es conocido como el primer Rausenbach y fue fundador de la casa del mismo nombre en el Reino de Bohemia.

### La segunda casa de Rausenbach

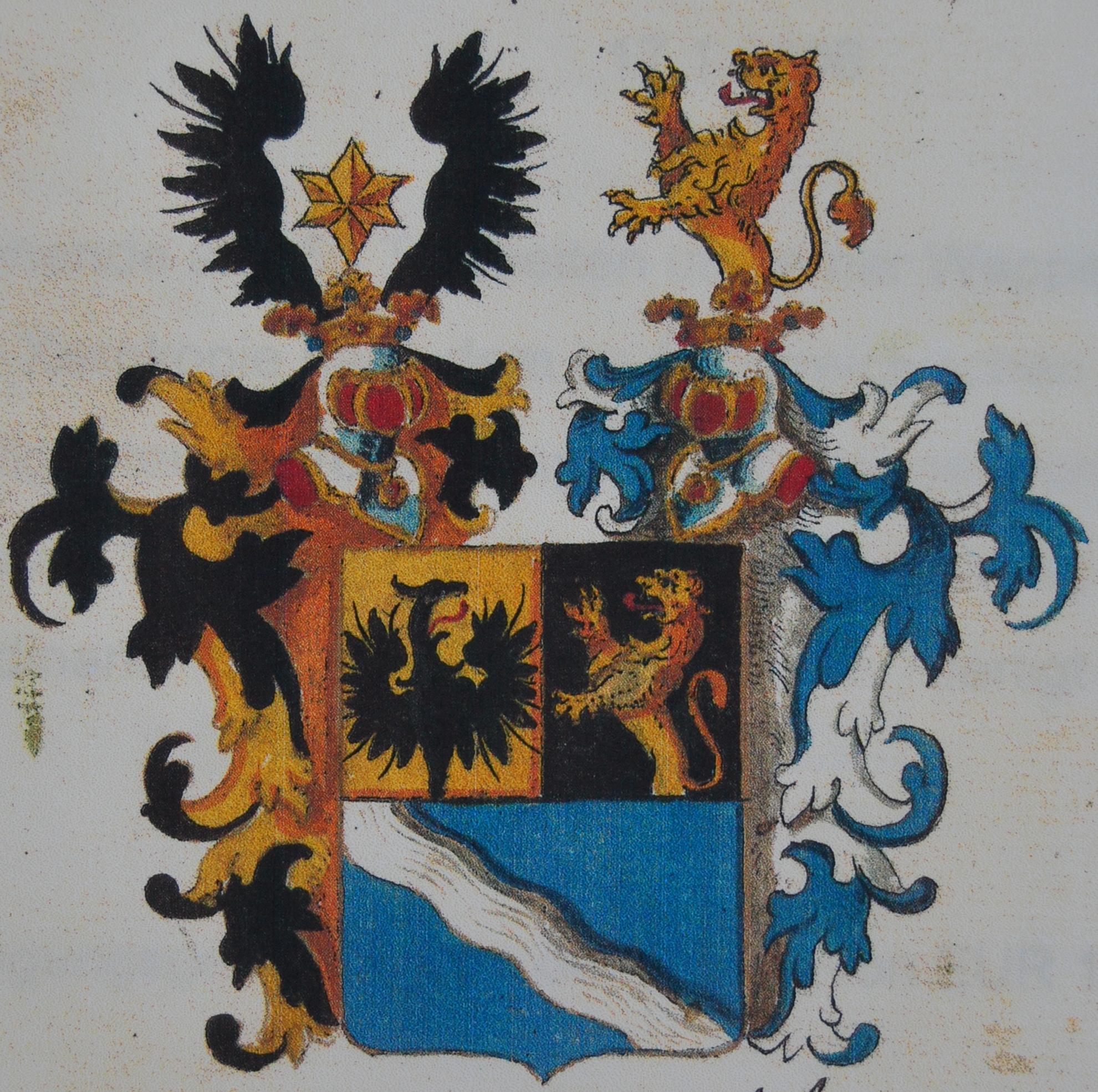
Escudo de los Raus von Rausenbach de 1755

El fundador de la segunda y actual casa de Rausenbach es Alberto Raus. Nació en la segunda mitad del siglo XVII. Según hipótesis de diversos genealogistas habría sido un hijo ilegítimo del duque y elector de Baviera.
En 1735 le fue otorgado a Juan Fernando Raus, el título señor de Rausenbach con introducción (Incolat) en la nobleza del Reino de Bohemia por el emperador Carlos VI. del Sacro Imperio Romano Germánico. En 1755 además de ascenderle al rango de caballero austriaco le fue otorgado por la emperatriz María Teresa, un blasón aparentemente derivado del escudo de la dinastía de los Wittelsbach. Este escudo sigue siendo, con algunas variaciones, hasta hoy el escudo de armas empleado por los Raus en todas sus líneas.
En la primera mitad del siglo XVIII. los Raus se dividieron en dos casas, la suaba denominada de Waldach, situada en la Selva Negra y la bohemia denominada de Rausenbach situada en Zruc, en los alrededores de Praga. En 1756 Cristián y Juan Fernando Raus de Rausenbach pactaron la sucesión, manifestando que en caso de extinción de una de las dos casas heredase la otra. Este caso sucedió en 1767 cuando Juan Fernando Raus murió sin descendencia masculina. Desde este momento la línea suaba ocupó a la jefatura de la casa de Rausenbach.

## La casa ducal de Rausenbach

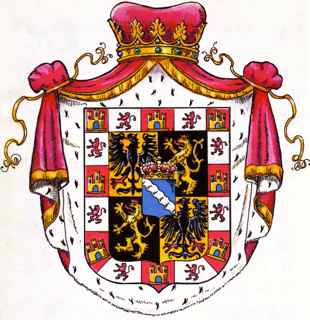
Escudo de armas de la línea ducal de la casa de Rausenbach (según diploma de 1822)

Juan Raus de Baviera, el fundador de la línea ducal de la casa de Rausenbach llegó a México a principios del siglo XIX. En 1822 le fue otorgado el rango de duque por el emperador Agustín I. de México. Los títulos concedidos fueron el principado de Raus y el ducado de Mérida, refiriéndose a la ciudad del mismo nombre en la penínsulas de Yucatán (México). En el mismo año Juan Raus otorgó los estatutos familiares que siguen en vigor hasta la actualidad con ligeras modificaciones. Fundó además la orden de San Miguel, llamada Orden Nobiliaria de la Casa de Rausenbach bajo la protección de San Miguel Arcángel.
Antes de la abolición del imperio mexicano en 1823, el primer duque de Mérida recibió autorización de traspaso de su título ducal a la casa de Rausenbach, titulándose desde entonces duque de Rausenbach.
Al decretar la Ley del Caso, Juan Raus de Baviera optó definitivamente por salir de México y volvió a sus tierras de origen en Alemania muriéndose poco después. 
Durante el segundo imperio, Jacobo Raus de Baviera, II duque de Rausenbach, hijo del primer duque, recibió una carta del emperador Maximiliano titulándole “Excelentísimo Señor Duque de Rausenbach y de Mérida” lo cual el interpretó como un reconocimiento de la reivindicación de sus derechos en México, impulsándole a intentar a recuperar el patrimonio expropiado en 1833. En 1866 emprendió un viaje a México del que no regresó.

## Actualidad
El título duque de Rausenbach sigue la preferencia por la primogenitura masculina según los estatutos familiares y corresponde siempre al jefe de la casa. En cuanto al hijo primogénito y heredero al título de duque éste utiliza el título de cortesía conde de Rausenbach. Los demás miembros de la familia se apellidan Raus o Raus de Baviera.